# میرا پارانگ
میرا پارانگ (به انگلیسی: Mera Parang) یک شهرک در پاکستان است که در شهرستان چهارسده واقع شده‌است.